# Gogol & Mäx

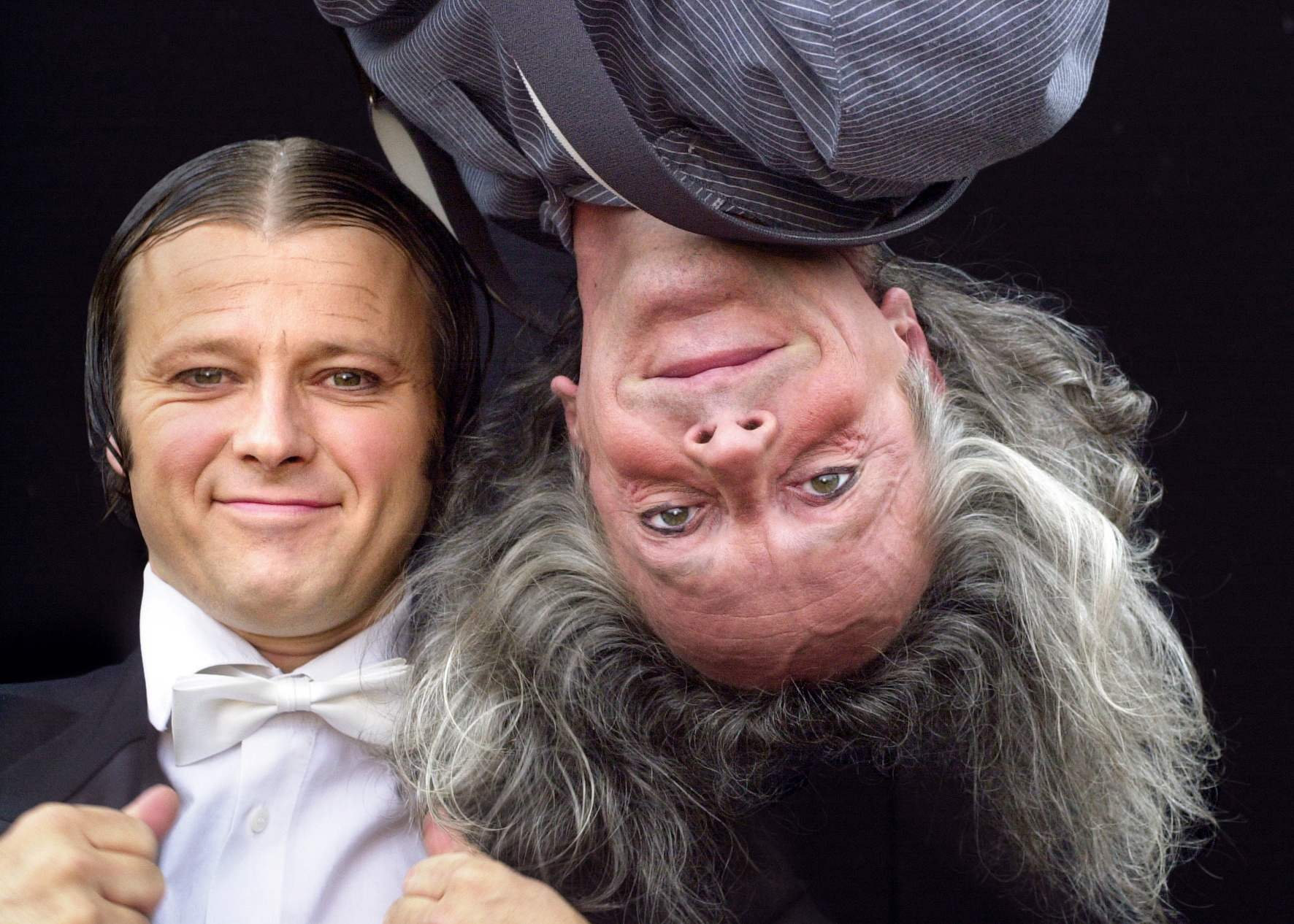
Die Musikakrobaten Gogol & Mäx

Die Musikakrobaten Gogol & Mäx, alias Christoph Schelb (* 1968 in Freiburg im Breisgau) und Max-Albert Müller (* 1956 in Freiburg im Breisgau), sind ein 1992 gegründetes, deutsches Musikkabarett-Duo.

## Werdegang
Beide Künstler sind Berufsmusiker mit klassischer Ausbildung (Studium an der Pädagogischen Hochschule in Freiburg: Musik, Klavier, Gesang, Tonsatz, Harmonielehre).
Nach verschiedenen Auftritten in der Heimat repräsentierten sie 1992 unter anderem das Land Baden-Württemberg auf der Expo in Sevilla und agieren seither als Duo.
Gogol & Mäx treten regelmäßig europaweit mit ihrer abendfüllenden Bühnenproduktion auf: Sie touren mit ihren Programmen in Theatern, auf Festivals, bei Galas, Events und Fernsehshows in ganz Europa und der Schweiz. Neben ihrem Abendprogramm arbeiten sie mit verschiedenen Sinfonie-Orchestern für das Extra-Programm „Das besondere Konzert“ zusammen.
2011 gewannen sie den Kleinkunstpreis Baden-Württemberg.

## Auftritte bei Festivals
- Arosa Humor-Festival, CH-Arosa
- Bochumer Musiksommer, D-Bochum
- Comicodeon - das internationale Komikfestival, A-Kapfenberg
- Duckstein Festivals, D-Lübeck | D-Kiel
- Festival Au Bonheur des Mômes, F-Le Grand Bornand
- Festival Esbaiola't, E-Esterri d'Àneu
- Festival Internacional de Pallassos de Cornella, Memorial Charlie Rivel, E-Barcelona
- Festival Internacional de Teatre Còmic »PLe dE RiUre«, E-El Masnou
- Festival internacional de Teatro de Humor, E-Madrid
- Festival Lent Internationales multikulturelles Festival, SI-Maribor
- Festival National des Humoristes, F-Tournon-sur-Rhône
- Festival O Gesto Orelhudo regressa ao palco d'Orfeu!, PT-Águeda
- Freiburgs Weihnachts-Circus Circolo, D-Freiburg
- Fun and Classic Festival, PL-Nowy Sacz
- Internationaler Humorsommer, I-Naturns
- Internationales Comedy Arts Festival, D-Moers
- Internationales Lachfestival, B-Houthalen-Helchteren
- Internationales Straßentheaterfestival Ludwigshafen, D-Ludwigshafen
- Internationales Straßentheaterfestival OLALA, A-Lienz
- Kleines Fest im großen Garten, D-Hannover
- La Vie en Rose Festival of Chanson, SI-Ljubljana
- Mosel Musikfestival, D-Trier
- Snow and Symphony Graubünden Festival, CH-St. Moritz
- Spancirfest, HR-Varazdin
- Straßentheaterfestival tête-â-tête, D-Rastatt
- Thailand Festival of the Arts, THA-Bangkok
- The International Clownfestival, DK-Klampenborg

## Zusammenarbeit mit Sinfonie-Orchestern
- Berner Symphonieorchester
- Filharmonia Wroclawska
- Filharmonia Pomorska Bydgoszcz
- Heilbronner Sinfonie Orchester
- Landesjugendorchester Baden-Württemberg
- Niederschlesische Philharmonie Jelenia Góra
- Staatskapelle Halle/Saale
- Württembergische Philharmonie Reutlingen

## TV-Auftritte
- Gala der Lachmesse Leipzig, MDR
- Klassisch, ZDF
- Sonntagskonzert, ZDF
- Fernsehgarten, ZDF
- Löwenzahn, Staffel 27, Folge 5, 221. Hören – Karibische Klänge am Bauwagen[3]

## Auszeichnungen
- Kleinkunstpreis Baden-Württemberg 2011
- Schwerter Kleinkunstpreis
- Bochumer Kleinkunstpreis
- Publikumspreis Europäischer Kleinkunstwettbewerb, Roner surPrize Bozen
- 1. Preis Internationales Kleinkunstfestival Koblenz
- Westspitzenpreis der Sparte Clownerie